# The Prophecy (película de 1995)
The Prophecy (titulada: Ángeles y demonios en Hispanoamérica y España) es un thriller fantástico escrito y dirigida por Gregory Widen, guionista de Highlander, y protagonizado por Christopher Walken, Elias Koteas y Virginia Madsen. Ha tenido varias secuelas.
La película trata de una segunda guerra entre ángeles, permaneciendo los demonios al margen, sin involucrarse y casi sin hacer acto de presencia. La guerra que vuelve a dividir el Cielo tras de la caída de Lucifer (también llamado Satanás) no se inicia por rebelión, sino todo lo contrario, por amor a Dios. Un grupo de ángeles capitaneados por el arcángel Gabriel sienten celos de los seres humanos, y quieren que las cosas vuelvan a ser como antes, cuando sólo estaban ellos y el Creador. El otro grupo, liderado por el arcángel Miguel, se mantienen fieles a la voluntad del Dios Yahvé (también conocido como Jehová). La guerra no se libra en el Cielo, sino en la Tierra, donde los ángeles son mortales.

## Argumento
Thomas Dagget, un estudiante del seminario católico, pierde su fe cuando tiene una horrible visión de ángeles masacrándose en una atroz batalla el día que va a tomar sus votos como sacerdote, por lo que rechaza ser ordenado. Años más tarde, siendo detective del Departamento de Policía de Los Ángeles, dos ángeles caen a la Tierra; uno de ellos, llamado Simón, entra brevemente en la casa de Thomas y le advierte de los acontecimientos venideros, mientras que Uziel, el otro, un lugarteniente del Arcángel Gabriel, persigue a Simón e intenta que le entregue algo que éste ha descubierto en la Tierra; la lucha acaba con Uziel asesinado y Simón herido de gravedad, por lo que decide llevar a cabo su misión antes de no ser capaz. 
Al investigar el asesinato de Uziel, Thomas encuentra en el apartamento de Simon el obituario del coronel Arnold Hawthorne, un veterano de la guerra de Corea recientemente fallecido, y una tesis sobre los ángeles que el propio Thomas escribió en el seminario. Mientras tanto, en Chimney Rock, Arizona, Simon llega al funeral de Hawthorne y succiona su alma fuera de su cuerpo.
El forense informa a Thomas que el cuerpo de Uziel no tiene ojos, es un hermafrodita estéril y además posee los huesos y la química sanguínea de un feto. Sus efectos personales incluyen una Biblia antigua, con un Libro del Apocalipsis ampliado que describe una segunda guerra en el Cielo donde el Ángel Gabriel, celoso por el lugar especial que Dios le dio a la humanidad inició una segunda rebelión que aún continúa. Además, señala una profecía sobre un "alma oscura" que aparecerá en la Tierra y será utilizada como arma por quien la obtenga.
Gabriel llega a la Tierra y localiza a Jerry, un joven suicida, al que le impide dejar este mundo, a pesar de haberse quitado la vida, para que sea su sirviente. Jerry recupera las pertenencias de Uziel de la comisaría mientras Gabriel destruye el cuerpo en la morgue. Al encontrar el obituario de Hawthorne, Gabriel y Jerry se dirigen a Chimney Rock. Mientras tanto, ya que su misión es evitar que Gabriel se apodere del alma del soldado, Simon esconde el alma de Hawthorne en una pequeña niña nativa americana, Mary, que se enferma de inmediato y es atendida por su maestra, Katherine. Después de encontrar el cuerpo quemado de Uziel, Thomas se apresura a Chimney Rock. 
Cuando Gabriel se da cuenta de que el alma de Hawthorne falta, se enfrenta a Simon, quien se niega a revelar donde la escondió, por lo que Gabriel lo mata. Mary muestra signos de posesión por parte de Hawthorne, relatando en primera persona atrocidades que cometió en la guerra. Mientras tanto, Thomas examina los restos de Simon e interroga a Katherine. Posteriormente, en casa de Hawthorne, encuentra pruebas de crímenes de guerra. Thomas visita una iglesia para reflexionar y es sacudido por una confrontación verbal con Gabriel.
En la escuela, Katherine encuentra a Gabriel interrogando a los niños. Después de que él se va, ella corre a la casa de Mary, encuentra a Thomas y lo lleva a una mina abandonada donde vio a Gabriel. En el lugar encuentran escritura angelical y experimentan juntos una terrible visión de la guerra entre los ángeles similar a la que el policía tuvo en su juventud, pero mucho más extensa y reveladora. Al regresar donde Mary, se enfrentan a Gabriel y Jerry. Thomas mata a Jerry, mientras que Katherine distrae a Gabriel cuando una bala perdida hace explotar la casa rodante de Mary. Ambos escapan con la niña a un poblado de nativos americanos para que realicen un exorcismo que libere el alma del soldado y la envie fuera del alcance del ángel. Mientras, Gabriel se infiltra en un hospital y recluta a una nueva asistente involuntaria, Rachael, justo cuando ella muere de una enfermedad terminal.
Lucifer se manifiesta a Katherine y le explica que "otros ángeles" han emprendido esta guerra contra la humanidad y, desde entonces, ningún alma humana ha podido entrar al cielo y en su lugar han caído en el infierno, único lugar al que ahora pueden ir tras morir. Sin embargo, aunque los ángeles son luchadores poderosos y sanguinarios, a diferencia de los humanos la guerra no es parte de su naturaleza, por lo que Gabriel desea el alma del guerrero más terrible que haya existido y aprovechar su experiencia y habilidad para acabar con sus enemigos. Aunque oficialmente Hawthorne fue considerado un héroe, durante la guerra llevó a cabo masacres y atrocidades que dejan en claro que se trata del alma oscura profetizada en la biblia de Uziel, siendo quien inclinará la balanza hacia el lado de Gabriel si la obtiene. Y si Gabriel gana la guerra, el Cielo se convertirá en otro Infierno, lo que Lucifer considera competencia que no desea tener, por lo que ha decidido ayudar a los humanos. También aconseja a Thomas que use la falta de fe de Gabriel en su contra. 
Cuando Gabriel llega e intenta interrumpir el ritual de exorcismo, Thomas mata a Rachael y junto a Katherine luchan contra el ángel logrando herirlo seriamente, pero este los derrota e intenta matar a Katherine. Lucifer aparece, animando a los nativos a completar el exorcismo mientras enfrenta a Gabriel, diciéndole que su guerra se basa en la arrogancia y maldad, por lo que con ello esta invadiendo el territorio de Lucifer. Finalmente le dice a Gabriel que necesita ir a casa, le arranca el corazón y lo arroja al infierno. Simultáneamente, Mary expulsa el alma de Hawthorne que es purgada de este mundo. Lucifer intenta tentar a Thomas y Katherine para que "regresen a casa" con él, también confiesa al policía que es quien envió las visiones que lo hicieron perder la fe durante su juventud porque asegura que él lo ama más que Dios; sin embargo ambos lo rechazan y Lucifer se retira de este mundo. 
Al llegar la mañana, Tomás comenta sobre la naturaleza de la fe y lo que significa ser verdaderamente humano.

## Reparto
- Christopher Walken como el Arcángel Gabriel
- Elias Koteas como  el Detective Thomas Daggett
- Virginia Madsen como Katherine
- Viggo Mortensen como Lucifer
- Eric Stoltz como el Ángel Simon
- Amanda Plummer como Rachel
- Moriah 'Shining Dove' Snyder como María
- Adam Goldberg como Jerry
- Steve Hitner como Joseph el forense
- Patrick McCallister como el Coronel Arnold Hawthorne

## Características de los ángeles
- En su forma natural, carecen de ojos, tienen las cuencas oculares vacías.
- Al contrario de lo que se suele decir, no son asexuados sino hermafroditas (tienen órganos de ambos sexos).
- Cuando bajan a la Tierra suelen disimular su aspecto escondiendo sus enormes alas hasta hacerlas invisibles y desarrollando ojos, aunque otros optan por ponerse gafas de sol.
- Tienen unas papilas gustativas y un olfato superdesarrollados. Los usan para identificarse entre ellos.
- La única forma de matarlos es arrancándoles el corazón. Por cualquier otro método pueden perder el conocimiento un rato, pero luego volverán a levantarse.

## Banda sonora
La música original está compuesta por David C. Williams. Durante la película suenan los siguientes temas:
- Skid Row: Breakin' down
- Dennis Michael Tenney: Surf n' turf
- Peter Bear: Your best friend
- Shawn Amos: Angel in black